# Ubaldo Monico
Ubaldo Monico (* 3. Mai 1912 in Dongio; † 5. Januar 1983 ebenda) war ein Schweizer Pädagoge und Künstler.

## Leben
Ubaldo Monico war der Sohn des Bahnhofsvorstands Agostino Monico († 1918) und von dessen Ehefrau Elisa (geborene Fusi). Er hatte fünf Geschwister.
Monico besuchte das Lehrerseminar in Locarno von 1929 bis 1931 und studierte anschliessend Sprachen an der Universität Freiburg. 1949 erhielt er sein Lizenziat  und war von 1950 bis 1959 als Italienischlehrer am Progymnasium in Lugano angestellt. 1959 begann er als Kunstlehrer an der Höheren Technischen Lehranstalt in Lugano-Trevano und war dort bis 1971 tätig.
Er war auch gesellschaftlich tätig und engagierte sich in Fragen des Landschaftsschutzes.

### Künstlerisches und schriftstellerisches Wirken
Ubaldo Monico betätigte sich als Prosaautor und Verfasser von Artikeln über Kunst in den Zeitschriften Stella Alpina, Sci e Picozza  und Cenobio. Autodidaktisch bildete er sich zum Graveur aus, schuf anfangs gegenständliche Werke und wandte sich nach 1955 der abstrakten Kunst zu. Er fertigte überwiegend Holzschnitte aber auch Kupferstiche, Tuschezeichnungen und Ölgemälde.
Er stand in Kontakt zu den Tessiner Holzschneidern Giovanni Bianconi (1891–1981) und Aldo Patocchi (1907–1986).
Seine Kunstwerke wurden ab 1947 sowohl in der Schweiz als auch im Ausland ausgestellt. Er unternahm viele Studienreisen in verschiedene europäische Länder aber auch nach Ägypten und Jordanien.

## Preise
- 1952 gewann Ubaldo Monico den 2. Preis des internationalen Wettbewerbs für Kritik der 26. Biennale von Venedig.

## Schriften (Auswahl)
- Alina Borioli, Ubaldo Monico: Leggende leventinesi. Zurigo: Edizioni svizzere per la gioventù, 1960.
- Ubaldo Monico; Remo Beretta: Il verticale. Edizioni "Cenobio", Lugano 1970.